# Plante - bakterie interaktioner
Plante - bakterie interaktioner opstår når planter og bakterier interagerer gensidigt med hinanden. Resultatet kan blive en symbiotisk relation, der er gavnlig for begge parter. Interaktioner mellem planter og bakterier ses særligt i rødder, i den region, der kaldes rhizosfæren. Her opstår nicher for specialiserede bakterier, hvilket betyder at disse bakterierne trives i dette område og disse bakterier samarbejder med planten.
Rhizosfæren skaber vækstbetingelser for forskellige mikrober, der enten kan være gavnlige eller skadelige for planten. Gavnlige bakterier kan fx hjælpe planten med at håndtere abiotisk stress som fx tørke.

## Plante - bakterie interaktioner i rødderne
Ved rødderne bor der samfund af forskellige bakterier og disse samfund påvirker plantens fysiologi og udvikling. Dette kan være grupper af bakterie der laver hormoner, der har direkte indvirkning på plantens vækst når hormonerne der udskilles af bakterierne optages gennem plantes rødder.
Der findes organismer, der vil angribe planten, og disse skal passere gennem de grupper af bakterier, der allerede er til stede ved eller omkring rødderne, før de kan formå at nå frem til planten.
Siden planter indtages af planteædere, er der også opstået organismer, der kan være farlige for disse, heriblandt mennesker. Hertil hører blandt andet gruppen opportunistiske patogener, der ved indtagelse af planter som føde kan gøre folk syge.

## Omgivelsernes betydning
Et forskerhold fra Kina studerede rhizosfæren hos to ris genotyper ”Nipponbare” og ”Luudao 998” og fandt frem til at bakteriesamfundene ændrede sig, når risplanten led af tørke. Koncentrationen af plantehormonet abscisinsyre var meget højere i rødder, der havde været udsat for tørke, samtidig med at mængden af plantehormonet jasminsyre var lavere. Abscisinsyre hjælper planten til at tilpasse sig til stress og dette hormon har en stor indflydelse på signalregulering i planten særligt når planten møder stress. Øgede niveauer af abscisinsyre er således tegn på at planten lider stress. Jasminsyre spiller sammen med abscisinsyre og regulerer udtrykket af gener, der er involveret i plantens forsvarsmekanismer. De observerede en stigning af aktinobakterier i rhizosfæren og et fald i bestanden af firmicutes bakterier. De så også, at mængden af aminosyrer, som blev udskilt af planten, faldt og ændrede sig under stress. Sådanne ændrede vækstbetingelserne for bakterier kan skabe bedre betingelser for specifikke grupper af bakterier pga. faldende konkurrence fra andre bakterier, hvilket muligvis kan hjælpe planten med et adaptivt respons på ændrede vækstbetingelser.

## Gavnlige interaktioner
I rhizosfæren kan der opstå samfund af bakterier uden på planterødderne, der kan assistere planten med at tolerere fx tørke. En forklaring kan være at bakterierne laver biofilm, hvilket er et tæt lag som på røddernes overflade, som bakterierne producerer og som de kan gro i. Når dette lag formes uden på rødderne kan vand, der ellers ville blive ledt væk, holdes tilbage, samtidig med at bakterierne gror bedre i denne film.

### Tørketolerance
Et forskerhold brugte fire slags bakterier (Stenotrophomonas rhizophila, Xanthomonas retroflexus, Microbacterium oxydans og Paenibacillus amylolyticus. Disse blev tilført modelplanten gåsemad (Arabidopsis thaliana) og efter 21 dages tørke viste det sig, at gåsemad behandlet med de fire bakterier havde klaret tørkeperioden bedst. Mekanismen bag den øgede tolerance blev sat i forbindelse med at de behandlede planter havde et højere niveau af klorofyl og plantehormonet abscisinsyre. 

### Øget udbytte
Et studie fra 2011 undersøgte effekten af 15 slags bakterier, de havde isoleret fra hvede, og som de derefter havde inokuleret bakteriefri hvede med. Der var tale om Acinetobacter sp. MKB121, Bacillus megaterium MKB135, Bacillus sp. MKB55, Exiguobacterium sp. MKB41, Lysinibacillus fusiformis MKB232, Micrococcus luteus MKB24, Pseudomonas fluorescens MKB21, Ps. fluorescens MKB37, Ps. fluorescens MKB91, Ps. fluorescens MKB100, Ps. fluorescens MKB156, Ps. fluorescens MKB158, Ps. fluorescens MKB249, Ps. frederiksbergensis MKB202 og Stenotrophomonas sp. MKB25. De testede bakterierne for om de hjalp hvedeplanterne med hurtigere spiring, øget masse/vægt samt øget udbytte. De testede disse i drivhus og kunne ikke finde en sammenhæng mellem at behandle planter med disse bakterier og bedre spiredygtighed, øget kernevægt eller øget udbytte. Det var kun interaktion med én af bakterierne, Pseudomonas fluorescens MKB37, der ledte til øget masse af hvedeakset samt et øget udbytte. Dog var der ikke forskel i vægten af 1.000 hvedekorn fra planter dyrket hhv. med eller uden denne bakterie.

### Biologisk gødning
Et studie fra 2023 undersøgte om man kan benytte bakterierne Bacillus subtilis, Bacillus amyloliquefaciens og Pseudomonas monteilii som en biologisk form for gødning. Deres modelplante var jordbær.
De opstillede deres forsøg således, at planterne blev inokuleret hver anden uge med tre forskellige koncentrationer af bakterier (0.24%, 0.48% og 0% som kontrol). For at artsbestemme bakterierne udførte de genetisk sekventering af 16S rRNA, der kan afsløre, hvilke bakterier, der forekom i de individuelle prøver. Deres resultater viste, at ved en koncentration på 0.48% var der en signifikant højere mængde af andre bakterier, herunder kvælstoffikserende bakterier, og i forhold til deres kontrol, som ikke var blevet tilført nogle bakterier, var mængde af kvælstoffikserende bakterie betydelig lavere. Fire slægter af kvælstoffikserende bakterier, Roseiarcus, Rhodanobacter, Devosia og Microvirga, optrådte med større populationer når andre bakterier var blevet tilført. Kvælstoffikserende bakterier giver planten bedre vækstvilkår, da kvælstof er vigtigt for planters vækst. Dermed giver disse bakterier planten mulighed for at optage kvælstof i en form, der i modsætning til atmosfærisk kvælstof, der kan udnyttes af planten. Dermed er de tilførte bakterier med til at kunne mindske behovet for tilførsel af kvælstofbaseret gødning.

### Smag af frugter
Forskerholdet udførte også en undersøgelse med mennesker, der skulle smage og vurdere smagen af jordbærrene. Testpersonerne spiste jordbær plukket fra planter, der havde været inokuleret med de tre bakterier, og blev derefter bedt om at vurderer smagen af jordbærrene ud fra syv parametre, hhv. general nydelse, udseende, smag, tekstur, sødme, bitterhed og til sidst jordbærrenes fasthed. Behandlingen med bakterier påvirkede ikke nogen af disse parametre og jordbærrene fra kontrolgruppen fik en lige så god karakter, som dem, der havde været behandlet med bakterier.
På trods af at en overordnet ændring af smagsoplevelsen ikke kunne påvises, viste en undersøgelse med gaskromatografi og massespektrometri at mængden af flere biologiske forbindelser ændrede sig i forhold til de forskellige koncentrationer af tilførte bakterier. Især mængden af methylbutanoat og ethyl 3-methylbutanoat, der typisk forbindes med sødhed, øgedes proportionalitet med mængden af tilførte bakterier. Studiet konkluderer, at der er et behov for at undersøge og udbrede brugen af bakterier til at forbedre dyrkning af planter.